# Нападение на Омдурман и Хартум (2008)
Нападение на Омдурман и Хартум — военная операция в городах Омдурман и Хартум, проведённая Движением за справедливость и равенство — повстанческой группировкой региона Дарфур против правительства Судана 10—11 мая 2008 года.
По сообщениям суданских правительственных источников, столкновения происходили только 10 мая 2008 года, однако представители ДСР сообщают о продолжающихся тяжёлых боях в районе Хартума до 11 мая.
Впервые с начала вооружённого конфликта в западных регионах Судана столкновения достигли окрестностей столицы страны .

## События
10 мая 2008 года в городе Омдурман неподалёку от Хартума, в районе казарм и военно-воздушной базы начались столкновения между правительственными войсками Судана и дарфурскими повстанцами. По сведениям очевидцев, в городе Омдурман и некоторых районах суданской столицы шли тяжёлые бои, на улицы были выведены армейские грузовики, применялись вертолёты.
В результате боя правительственные войска восстановили контроль над стратегической базой ВВС Вади-Сайедна и нанесли поражение повстанцам.
Вечером 10 мая суданское телевидение объявило о полном разгроме боевиков и об убийстве руководившего нападением Мохамед Салех Гарбо и командира разведывательной службы повстанцев Мохамед Нур ал-Дин.
Однако, представители ДСР заявили о том, что боевые действия продолжаются в Омдурмане и северной части Хартума. По их словам, целью нападения является свержение президента Судана Омара Хассана аль-Башира.
Пресс-секретарь правительства Судана Мустафа Осман Исмаил заявил, что после этого нападения никакие переговоры с боевиками ДСР невозможны.

## Реакция
Разрыв дипломатических отношений с Чадом
Судан обвинил соседний Чад в подготовке и обмундировании повстанцев, и в том что повстанцы проникают в регион Дарфур с территории Чада. Чад отверг эти обвинения, несмотря на это Судан разорвал дипломатические отношения с Чадом, которые были восстановлены за 2 месяца до этих событий, в середине марта 2008 года.